# Der Brenner
Der Brenner war eine 1910 von Ludwig von Ficker gegründete Halbmonatsschrift für Kunst und Kultur, die bald im ganzen deutschen Sprachraum als Forum für Kulturkritik und avantgardistische Literatur bekannt war und bis 1954 im Brenner-Verlag in Innsbruck erschien. Der Titel der Publikation bezog sich einerseits auf den Brennerpass, andererseits auf ihr Vorbild, die von Karl Kraus herausgegebene Zeitschrift Die Fackel.
Bis zum Beginn der 1920er Jahre war der Brenner ein Sprachrohr des Expressionismus. Später verlagerte sich der Schwerpunkt auf sprachphilosophische und theologische Essays und Lyrik.

## Digitale Edition (2007–2020)
2007 erschien eine Online-Edition – mit Registrierungspflicht – in der Datenbank Der literarische Expressionismus Online des Verlags Saur/de Gruyter an der damaligen Abteilung AAC (Austrian Academy Corpus) der Österreichischen Akademie der Wissenschaften in Kooperation mit dem Forschungsinstitut Brenner-Archiv der Universität Innsbruck.
2020 wurde die Ausgabe an der Arbeitsstelle Austrian Corpora and Editions des Austrian Centre für Digital Humanities and Cultural Heritage (ACDH-CH) überarbeitet. Sie ist nun frei zugänglich, und die verbesserte Suchfunktion ermöglicht eine Volltextsuche.